# Rahmenplakat

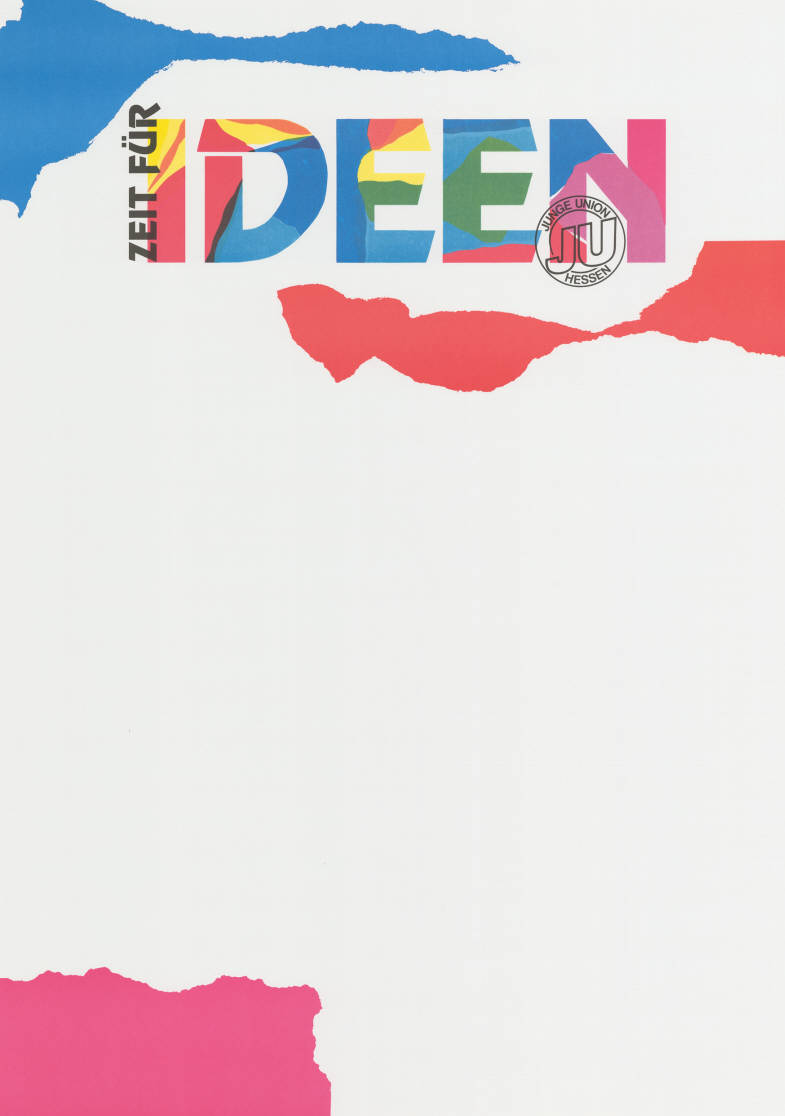
Rahmenplakat

Rahmenplakate sind Plakate, die zwar mit den Logos des betreffenden Produktes oder der jeweiligen Organisation oder Firma bedruckt sind, aber noch keine Werbeaussagen tragen. Diese Leerflächen werden dann individuell mit lokalen Slogans oder Einladungen zu Veranstaltungen durch Aufkleber oder handschriftliche Aussagen gefüllt.

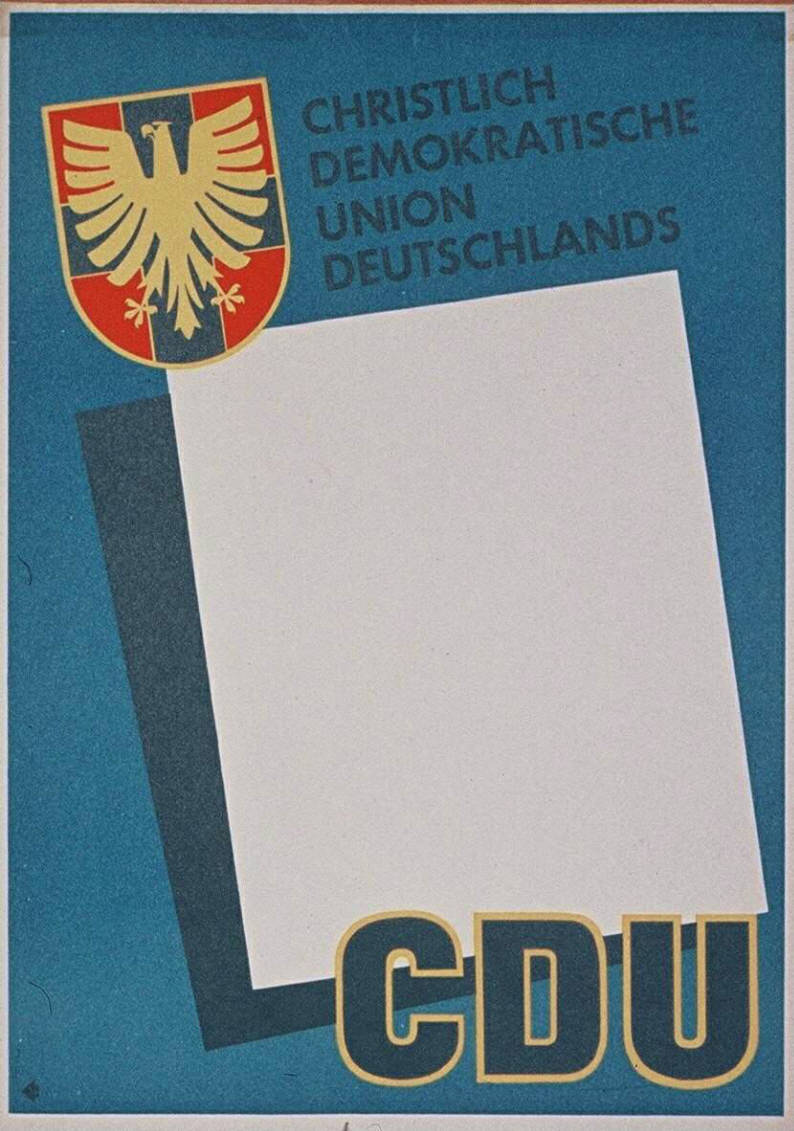
Rahmenplakat leer
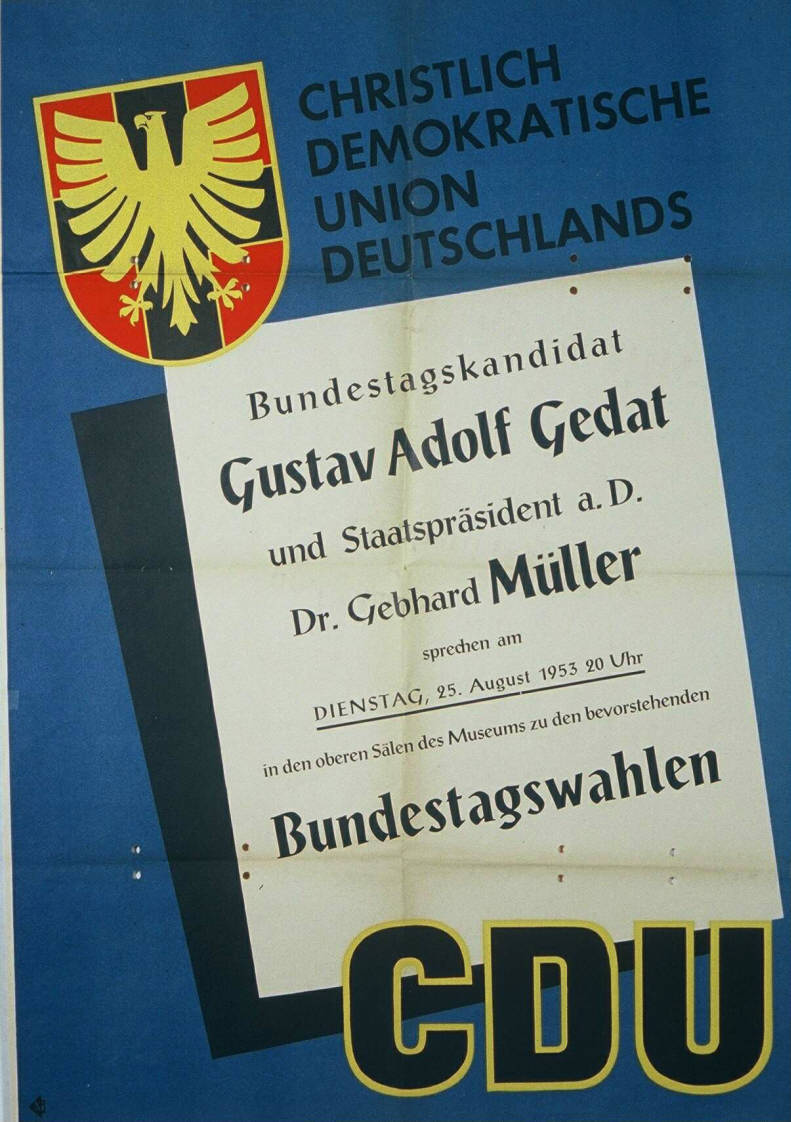
Rahmenplakat gefüllt mit Einladung
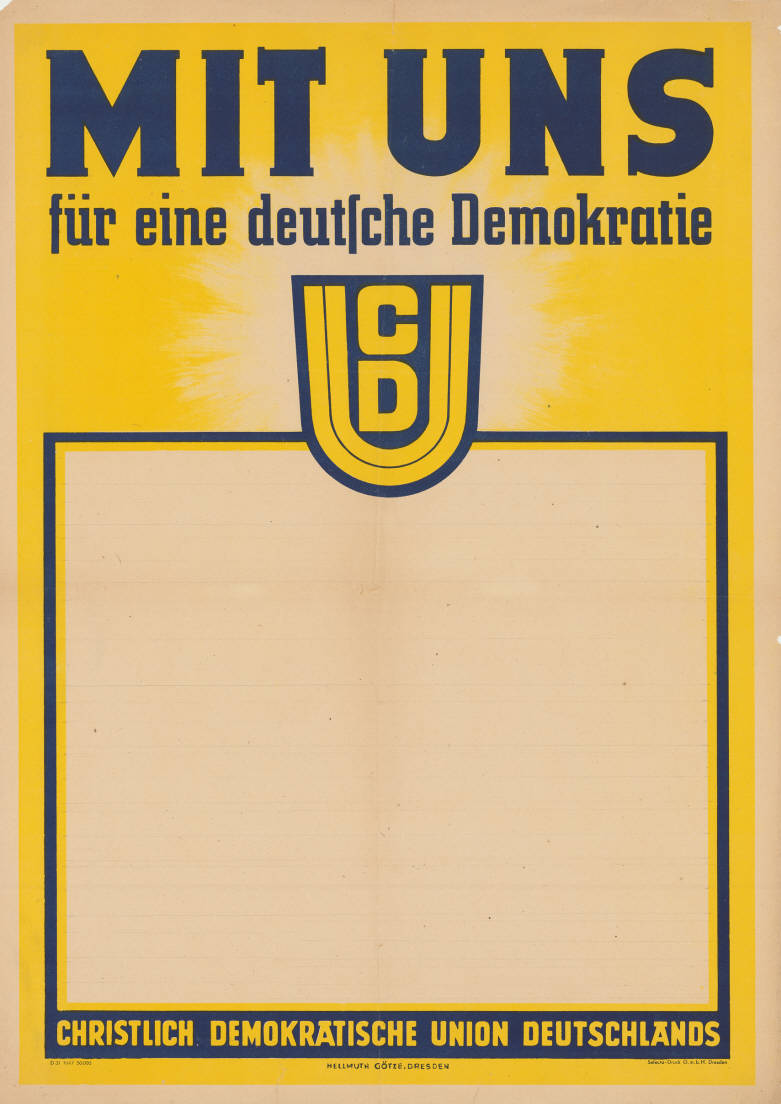
Rahmenplakat aus der DDR